# Station Montjovet
Station Montjovet is een spoorwegstation van de spoorlijn Chivasso-Ivrea-Aosta, gelegen in de gemeente Montjovet (Aostadal-Italië). Het station werd zoals de spoorlijn in 1886 geopend.
In 1940 kreeg het onder druk van Italiaanse nationalisten, de nieuwe naam "Mongiove". Dit werd in 1946 onder Franse druk teruggedraaid.